# Top 40-jaarlijst
De Top 40-Jaarlijst is een Nederlandse hitlijst die aan het einde van ieder kalenderjaar wordt samengesteld op basis van de wekelijkse Nederlandse Top 40.

## Samenstelling
De Top 40-jaarlijsten worden gebaseerd op een puntentelling die voor hitlijsten gebruikelijk is. Hierbij wordt bij elke wekelijkse Top 40 een bepaald aantal punten toegekend aan een singlenotering:
- #1 krijgt 40 punten;
- #2 krijgt 39 punten;
- #3 krijgt 38 punten;
- #40 krijgt 1 punt.

De punten worden per single bij elkaar opgeteld en gerangschikt met de single met het minste aantal punten helemaal onderaan, en die met de meeste punten op nummer 1. Gemiddeld zijn er ongeveer 300 hits terug te vinden in de jaarlijst. Het grootste aantal hits in een jaarlijst bedraagt 370 in 1971. Het kleinste aantal is 177 in 2024.
Vaak komt het voor dat twee singles hetzelfde aantal punten hebben. Als dat het geval is, wordt er gekeken naar de hoogste positie in de Top 40. Als die bij beide hetzelfde is, dan wordt er gekeken naar het aantal weken. Als dat ook hetzelfde is, dan staat de single die het eerst binnenkwam boven. Als zelfs de binnenkomstdatum hetzelfde is, dan wordt er gekeken naar de single die hoger binnenkwam.

## Uitzending
De Top 100 van de Top 40-Jaarlijst wordt jaarlijks uitgezonden. 
Van 1965 t/m 1973 werd de Top 40-Jaarlijst uitgezonden door Radio Veronica. Doordat de zeezenders door wetgeving op 31 augustus 1974 hun uitzendingen moesten beïndigen, haalde de TROS de tipplaat Alarmschijf en de hitlijsten Tipparade en Nederlandse Top 40 als A-omroep naar de nationale publieke popzender Hilversum 3 vanaf donderdag 3 oktober 1974. De Top 40-Jaarlijst werd zodoende in 1974 en 1975 door de TROS op Hilversum 3 uitgezonden.
Omdat Veronica per 1 januari 1976 Aspirant C-omroep werd, kreeg deze omroep per 27 mei 1976 de tipplaat en de twee hitlijsten weer terug van de TROS, om per vrijdag 28 mei 1976 1 uur zendtijd te krijgen op  Hilversum 3. Met het behalen van de B-status, kreeg Veronica per vrijdag 8 oktober 1982 zendtijd uitbreiding op Hilversum 3 en vanaf dat moment werd de Top 40-Jaarlijst weer aan het einde van het jaar uitgezonden. 
Bij het behalen van de A-status en de herprofilering en naamswijziging van de Nederlandse publieke radiozenders per 1 december 1985, kreeg Veronica per 6 december 1985 "de volle vrijdag" op vanaf dan Radio 3 toebedeeld en werd de Top 40-Jaarlijst t/m 1992 op deze publieke radiozender in Veronica zendtijd uitgezonden.
Per zondag 4 oktober 1992 werd de vernieuwde programmering op het vanaf dan eveneens vernieuwde Radio 3 van kracht, met een horizontale weekprogrammering per 5 oktober 1992. De vaste uitzenddag van Veronica verhuisde per 11 oktober 1992 van de vrijdag naar de zaterdag. In december 1992 werd de laatste Top 40-Jaarlijst in Veronica zendtijd op de nationale publieke popzender Radio 3 uitgezonden.
In 1993 en 1994 werd géén Top 40-Jaarlijst uitgezonden. Radio 3 had per zondag 7 februari 1993 gekozen voor een nieuwe publieke hitlijst, de Mega Top 50 en zondt vanaf eind 1993 de Mega Top 50-Jaarlijst uit.
Per vrijdag 18 juni 1993 was de Nederlandse Top 40 op Radio 538 te horen en deze commerciële radiozender zondt de Top 40-Jaarlijst tot eind 2018 uit.
Sinds vrijdag 4 januari 2019 zendt de commerciële radiozender Q-music de Nederlandse Top 40 uit. Vanaf 2020 wordt de Top 100 Jaarlijst van de Nederlandse Top 40 van het oude jaar op Nieuwjaarsdag (1 januari) uitgezonden.

## Hit van het Jaar
De #1 in de Top 40-jaarlijst is de Hit van het Jaar. Hieronder een overzicht.
| Jaar | Artiest                                             | Titel                                          | Hoogste positie | Weken | Punten |
| ---- | --------------------------------------------------- | ---------------------------------------------- | --------------- | ----- | ------ |
| 1965 | Duo Acropolis / Mikis Theodorakis / Trio Hellenique | De dans van Zorba                              | 5               | 29    | 951    |
| 1966 | The Beach Boys                                      | Sloop John B                                   | 1(4wk)          | 20    | 587    |
| 1967 | De Heikrekels                                       | Waarom heb jij me laten staan                  | 6               | 34    | 623    |
| 1968 | Heintje                                             | Ich bau' dir ein Schloss                       | 1(10wk)         | 27    | 804    |
| 1969 | Serge Gainsbourg & Jane Birkin                      | Je t'aime... moi non plus                      | 2               | 29    | 840    |
| 1970 | Corry en de Rekels                                  | Huilen is voor jou te laat                     | 5               | 38    | 850    |
| 1971 | Jacques Herb & De Riwi's                            | Manuela                                        | 1(3wk)          | 23    | 638    |
| 1972 | Julio Iglesias                                      | Un canto a Galicia                             | 1(1wk)          | 21    | 562    |
| 1973 | Sharif Dean                                         | Do You Love Me                                 | 1(5wk)          | 17    | 584    |
| 1974 | George McCrae                                       | Rock Your Baby                                 | 1(8wk)          | 17    | 569    |
| 1975 | George Baker Selection                              | Paloma Blanca                                  | 1(3wk)          | 14    | 470    |
| 1976 | ABBA                                                | Dancing Queen                                  | 1(5wk)          | 15    | 471    |
| 1977 | Boney M.                                            | Ma Baker                                       | 1(6wk)          | 15    | 480    |
| 1978 | John Travolta & Olivia Newton-John                  | You're the One That I Want                     | 1(9wk)          | 22    | 734    |
| 1979 | Kiss                                                | I Was Made for Lovin' You                      | 1(4wk)          | 17    | 542    |
| 1980 | ABBA                                                | The Winner Takes It All                        | 1(6wk)          | 14    | 470    |
| 1981 | Champaign                                           | How 'Bout Us                                   | 1(8wk)          | 19    | 598    |
| 1982 | June Lodge & Prince Mohammed                        | Someone Loves You Honey                        | 1(6wk)          | 16    | 503    |
| 1983 | Stars on 45                                         | Stars on 45 Proudly Presents The Star Sisters  | 1(5wk)          | 13    | 422    |
| 1984 | Stevie Wonder                                       | I Just Called to Say I Love You                | 1(3wk)          | 17    | 549    |
| 1985 | USA for Africa                                      | We Are the World                               | 1(6wk)          | 16    | 529    |
| 1986 | Billy Ocean                                         | When the Going Gets Tough, the Tough Get Going | 1(5wk)          | 16    | 492    |
| 1987 | Piet Veerman                                        | Sailin' Home                                   | 1(4wk)          | 15    | 471    |
| 1988 | Bill Medley & Jennifer Warnes                       | (I've Had) The Time of My Life                 | 1(9wk)          | 16    | 590    |
| 1989 | The Bangles                                         | Eternal Flame                                  | 1(7wk)          | 16    | 524    |
| 1990 | Sinéad O'Connor                                     | Nothing Compares 2 U                           | 1(8wk)          | 16    | 527    |
| 1991 | Bryan Adams                                         | (Everything I Do) I Do It for You              | 1(11wk)         | 21    | 718    |
| 1992 | Snap!                                               | Rhythm Is a Dancer                             | 1(4wk)          | 18    | 571    |
| 1993 | 4 Non Blondes                                       | What's Up?                                     | 1(10wk)         | 20    | 667    |
| 1994 | Marco Borsato                                       | Dromen zijn bedrog                             | 1(12wk)         | 19    | 666    |
| 1995 | Guus Meeuwis & Vagant                               | Het is een nacht... (Levensecht)               | 1(7wk)          | 22    | 786    |
| 1996 | Los del Río                                         | Macarena (Bayside Boys remix)                  | 1(4wk)          | 26    | 825    |
| 1997 | Puff Daddy ft. Faith Evans & 112                    | I'll Be Missing You                            | 1(9wk)          | 20    | 655    |
| 1998 | Céline Dion                                         | My Heart Will Go On                            | 1(10wk)         | 20    | 730    |
| 1999 | City to City                                        | The Road Ahead (Miles of the Unknown)          | 1(4wk)          | 25    | 805    |
| 2000 | Jody Bernal                                         | Que sí que no                                  | 1(7wk)          | 26    | 936    |
| 2001 | Safri Duo                                           | Played-A-Live (The Bongo Song)                 | 2               | 25    | 686    |
| 2002 | Las Ketchup                                         | The Ketchup Song (Aserejé)                     | 1(9wk)          | 18    | 659    |
| 2003 | The Underdog Project vs. The Sunclub                | Summer Jam 2003                                | 1(9wk)          | 19    | 673    |
| 2004 | O-Zone                                              | Dragostea din teï                              | 1(9wk)          | 22    | 710    |
| 2005 | Guus Meeuwis                                        | Geef mij je angst                              | 1(7wk)          | 26    | 843    |
| 2006 | Juanes                                              | La camisa negra                                | 2               | 28    | 820    |
| 2007 | Jeroen van der Boom                                 | Jij bent zo                                    | 1(2wk)          | 25    | 801    |
| 2008 | Amy Macdonald                                       | This Is the Life                               | 1(2wk)          | 27    | 840    |
| 2009 | The Black Eyed Peas                                 | I Gotta Feeling                                | 1(2wk)          | 25    | 786    |
| 2010 | Train                                               | Hey, Soul Sister                               | 1(7wk)          | 25    | 801    |
| 2011 | Alexis Jordan                                       | Happiness                                      | 1(10wk)         | 30    | 954    |
| 2012 | Carly Rae Jepsen                                    | Call Me Maybe                                  | 2               | 29    | 908    |
| 2013 | Robin Thicke ft. T.I. & Pharrell                    | Blurred Lines                                  | 1(11wk)         | 29    | 1005   |
| 2014 | Clean Bandit & Jess Glynne                          | Rather Be                                      | 1(11wk)         | 31    | 944    |
| 2015 | Major Lazer & DJ Snake ft. MØ                       | Lean On                                        | 1(4wk)          | 33    | 1076   |
| 2016 | Mike Posner                                         | I Took a Pill in Ibiza (SeeB remix)            | 1(10wk)         | 30    | 930    |
| 2017 | Ed Sheeran                                          | Shape of You                                   | 1(15wk)         | 28    | 906    |
| 2018 | Calvin Harris & Dua Lipa                            | One Kiss                                       | 1(16wk)         | 28    | 897    |
| 2019 | Marco Borsato, Armin van Buuren & Davina Michelle   | Hoe het danst                                  | 1(3wk)          | 30    | 901    |
| 2020 | The Weeknd                                          | Blinding Lights                                | 1(14wk)         | 31    | 1064   |
| 2021 | Ed Sheeran                                          | Bad Habits                                     | 1(5wk)          | 25    | 814    |
| 2022 | Harry Styles                                        | As It Was                                      | 1(18wk)         | 30    | 1040   |
| 2023 | Miley Cyrus                                         | Flowers                                        | 1(16wk)         | 27    | 908    |
| 2024 | Shaboozey                                           | A Bar Song (Tipsy)                             | 2               | 33    | 1034   |